# پرسی داگز سوم
پرسی داگز سوم (به انگلیسی: Percy Daggs III) (زاده ۲۰ ژوئیه ۱۹۸۲) بازیگر آمریکایی است.
از فیلم‌های معروف او می‌توان به بازی در فیلم ورونیکا مارس اشاره کرد.